# 鏡野町立大野小学校
鏡野町立大野小学校（かがみのちょうりつ おおのしょうがっこう）は、岡山県苫田郡鏡野町円宗寺にある公立小学校。

## 沿革
- 1874年（明治7年）8月29日 - 自成学校設立[1]。
- 1877年（明治10年） - 自修学校と改称[2]。
- 1893年（明治26年） - 大野尋常小学校と改称[3]。土居に校舎新築[4]。
- 1901年（明治34年）11月 - 円宗寺に校舎移転[4]。
- 1908年（明治41年） - 大野尋常高等小学校と改称。
- 1941年（昭和16年）4月1日 - 国民学校令により大野国民学校と改称[5]。
- 1947年（昭和22年）4月1日 - 学制改革により大野村立大野小学校と改称[6]。
- 1952年（昭和27年）11月10日 - 町村合併により、鏡野町立大野小学校と改称[4]。
- 1959年（昭和34年）4月 - 校舎移転。沖地区が香々美小学校より校区変更[4][7]。
- 1969年（昭和44年）3月 - 校歌制定[4]。

## 通学区域
- 和田、円宗寺、竹田、瀬戸、土居、貞永寺、沖[8]

## 進学先中学校
- 鏡野町立鏡野中学校[8]

## 交通
- かがみの町営バス越畑線「円宗寺」より